# Alejandro Díaz Liceaga
Alejandro Díaz Liceaga (Ciudad de México, México; 27 de enero de 1996), es un futbolista mexicano. Juega de delantero y su actual equipo es el Vancouver FC de la Premier league de Canadá.

## Trayectoria

### Inicios y Club América
Comenzó su trayectoria en el fútbol organizado a la edad de diez años al ingresar a una de las filiales de las fuerzas básicas del Club América, llamado América Satélite; ahí permaneció por seis meses antes de iniciar pruebas y ser finalmente aceptado en el plantel de la filial llamada América Coapa, la principal en la estructura canterana de la institución.
Pasó por las respectivas divisiones del fútbol base de América, comenzando por la categoría Sub-15 donde debutó el 3 de enero de 2011 ante el Puebla dentro del torneo Invierno 2011. Disputaría nueve juegos y marcaría cinco goles en esta subdivisión. Comenzó su paso en la categoría siguiente, la Sub-17, el 21 de julio de 2012 frente al Monterrey. En su estancia en dicho nivel jugó 25 partidos y marcó 15 goles. Finalmente ascendió al equipo Sub-20 donde su destacada participación le permitiría ingresar al primer plantel del Apertura 2014.
Debutó en Primera División el 22 de noviembre del 2014 en la derrota como local del América 1-2 ante el Atlas dentro de la jornada 17; ingresó al minuto 83 en sustitución de Osvaldo Martínez. El debut le permitió integrar el plantel que conseguiría el título de campeón de liga del Torneo Apertura 2014. 
Permaneció como elemento del primer equipo al tiempo que alternaba su participación en la división Sub-20. Debutó en competición internacional de clubes dentro del juego de ida de la semifinal de la Liga de Campeones de la Concacaf 2014-15, el 17 de marzo de 2015 al ingresar al minuto 75 en sustitución de Moisés Velasco, al final de este partido el conjunto azulcrema caería 0-3 ante Herediano. El 8 de abril participaría en el juego de vuelta, nuevamente de cambio, esta vez al minuto 73 por Oribe Peralta; al minuto 84 luego de un pase de Paul Aguilar que iba dirigido a Martín Zúñiga, Díaz cerró sobre el ángulo izquierdo de la portería y remato de pierna derecha para anotar el primer gol de su carrera y el sexto y definitivo de la remontada protagonizada por su equipo en la cancha del Estadio Azteca.
Inició su primer partido de liga como titular el 26 de julio de 2015 frente al Puebla. Con la ausencia de Oribe Peralta y Darío Benedetto en el equipo, Ignacio Ambriz decidió darle una oportunidad al Güero de iniciar su primer partido oficial.

### Club Necaxa
El 8 de junio de 2016, durante el Draft 2016 de la Liga Bancomer MX, se da a conocer su llegada al Necaxa en calidad de préstamo. En su estancia en el club, logró anotar seis tantos con el equipo Sub-20, mientras que disputó 12 encuentros de liga y 4 de Copa MX con el primer equipo donde marcaría un gol.

### Club América (Segunda Etapa)
Para el Torneo Apertura 2017 se anuncia su regreso al Club América al terminar su préstamo de un año con el Necaxa. Siendo este su torneo de mayor actividad, al participar en veinte juegos entre Supercopa, Liga y Copa; anotó un gol en el empate a dos tantos frente a Tigres en la fase regular en el Estadio Azteca.

## Selección Mexicana

### Selección mexicana Sub-17
Debutó formalmente con la categoría Sub-17 el 7 de abril de 2013 en el duelo inicial de la primera fase del Campeonato Sub-17 de Concacaf en Panamá. Abrió el marcador al minuto 19 en la goleada que su equipo impuso a Cuba, 5-1. No volvería a anotar en el certamen, pero participó en todos los encuentros y consiguió el título de la zona y el consecuente pase a la Copa del Mundo Emiratos Árabes Unidos 2013.
En la Copa del Mundo tendría una destacada participación, actuando como centro delantero titular del equipo en todos los encuentros. Abrió el marcador en el triunfo 3-1 de su equipo ante Irak en la fase de grupos y luego de la misma forma contra Italia en la victoria 2-0 de la ronda de octavos de final. Uno de los momentos más trascendentes lo escenifico al anotar el primer penal de la serie de definición ante Brasil (el partido concluyó empatado 1-1) dentro de los cuartos de final, y posteriormente al repetir en el duodécimo y definitivo tiro, ya de la denominada muerte súbita, su anotación finiquito la tanda y su selección clasificó a semifinales, para posteriormente caer ante Nigeria en la final.

### Selección mexicana Sub-20
Continuando su proceso como seleccionado nacional, asume el puesto como delantero de la categoría Sub-20 en el Campeonato de Concacaf Jamaica 2015, donde tendría una actuación sobresaliente al marcar cuatro tantos; dos a Cuba, uno a Honduras y uno a El Salvador. Finalmente anotaría uno de los tiros penales que definieron el título ante Panamá y la clasificación a la Copa del Mundo Nueva Zelanda 2015.
A su vez, integraría el plantel definitivo que disputó la Copa del Mundo Nueva Zelanda 2015; a diferencia del pre-mundial, en esta ocasión lo haría como suplente, y solo teniendo participación en los encuentros contra Serbia y Mali, que se saldaron con derrotas para la escuadra mexicana, misma que terminaría eliminada en la fase de grupos.

## Estadísticas

### Estadísticas en club
| C. América · México | 1.ª           | Ap. 2014      | 1   | 0  | -  | - | - | - | 1   | 0  |
| C. América · México | 1.ª           | Cl. 2015      | 1   | 0  | -  | - | 2 | 1 | 3   | 1  |
| C. América · México | 1.ª           | Ap. 2015      | 1   | 0  | 1  | 0 | - | - | 2   | 0  |
| C. América · México | 1.ª           | Cl. 2016      | 0   | 0  | 0  | 0 | 1 | 0 | 1   | 0  |
| Total club | Total club    | Total club    | 3   | 0  | 1  | 0 | 3 | 1 | 7   | 1  |
| C. Necaxa · México | 1.ª           | Ap. 2016      | 9   | 0  | -  | - | - | - | 9   | 0  |
| C. Necaxa · México | 1.ª           | Cl. 2017      | 4   | 0  | 5  | 1 | - | - | 9   | 1  |
| Total club | Total club    | Total club    | 13  | 0  | 5  | 1 | 0 | 0 | 18  | 1  |
| C. América · México | 1.ª           | Ap. 2017      | 16  | 1  | 4  | 0 | - | - | 20  | 1  |
| C. América · México | 1.ª           | Cl. 2018      | 5   | 0  | -  | - | 2 | 1 | 7   | 1  |
| Total club | Total club    | Total club    | 21  | 1  | 4  | 0 | 2 | 1 | 27  | 2  |
| Atlas F. C. · México | 1.ª           | Ap. 2018      | 4   | 0  | -  | - | - | - | 4   | 0  |
| Atlas F. C. · México | 1.ª           | Cl. 2019      | 7   | 0  | 2  | 0 | - | - | 9   | 0  |
| Total club | Total club    | Total club    | 11  | 0  | 2  | 0 | 0 | 0 | 13  | 0  |
| Pacific F. C. · Canadá | 1.ª           | 2020          | 10  | 3  | -  | - | - | - | 10  | 3  |
| Pacific F. C. · Canadá | 1.ª           | 2021          | 28  | 10 | 2  | 1 | - | - | 30  | 11 |
| Pacific F. C. · Canadá | 1.ª           | 2022          | 18  | 13 | -  | - | 1 | 0 | 19  | 13 |
| Total club | Total club    | Total club    | 56  | 26 | 2  | 1 | 1 | 0 | 59  | 26 |
| Sogndal Fotball · Noruega | 2.ª           | 2022          | 11  | 6  | -  | - | - | - | 11  | 6  |
| Sogndal Fotball · Noruega | 2.ª           | 2023          | 8   | 0  | 2  | 0 | - | - | 10  | 0  |
| Total club | Total club    | Total club    | 19  | 6  | 2  | 0 | 0 | 0 | 21  | 6  |
| Vancouver F. C. · Canadá | 1.ª           | 2023          | 14  | 2  | -  | - | - | - | 14  | 2  |
| Vancouver F. C. · Canadá | 1.ª           | 2024          | 28  | 10 | 1  | 0 | - | - | 29  | 10 |
| Vancouver F. C. · Canadá | 1.ª           | 2025          | 8   | 1  | 2  | 1 | - | - | 10  | 2  |
| Total club | Total club    | Total club    | 50  | 13 | 3  | 1 | 0 | 0 | 53  | 14 |
| Total carrera | Total carrera | Total carrera | 173 | 46 | 19 | 3 | 6 | 2 | 197 | 50 |
| (1) Incluye datos de la fase regular y de rondas de postemporada (liguilla en México); (2) Incluye datos de la Copa México / Campeón de Campeones / Supercopa de México; (3) Liga de Campeones de la Concacaf |               |               |     |    |    |   |   |   |     |    |

### Estadísticas Selección nacional
| Competición                              | Categoría | Sede                   | Resultado    | Partidos | Goles |
| ---------------------------------------- | --------- | ---------------------- | ------------ | -------- | ----- |
| Campeonato Sub-17 de la Concacaf de 2013 | Sub-17    | Panamá                 | Campeón      | 5        | 1     |
| Copa del Mundo 2013                      | Sub-17    | Emiratos Árabes Unidos | Subcampeón   | 7        | 2     |
| Campeonato Sub-20 de la Concacaf de 2015 | Sub-20    | Estados Unidos         | Campeón      | 6        | 4     |
| Copa del Mundo 2015                      | Sub-20    | Nueva Zelanda          | Primera fase | 2        | 0     |
| Total                                    | –         | –                      | –            | 20       | 7     |

## Palmarés

### Títulos nacionales
| Título                  | Club         | País   | Año  |
| ----------------------- | ------------ | ------ | ---- |
| Primera División        | Club América | México | 2014 |
| Campeón de Campeones    | América      | México | 2019 |
| Canadian Premier League | Pacific FC   | Canadá | 2021 |

### Títulos internacionales
| Título                           | Club         | País   | Año     |
| -------------------------------- | ------------ | ------ | ------- |
| Liga de Campeones de la Concacaf | Club América | México | 2014-15 |
| Liga de Campeones de la Concacaf | Club América | México | 2015-16 |

### Títulos Selecciones
| Título                           | Equipo | Sede           | Año  |
| -------------------------------- | ------ | -------------- | ---- |
| Campeonato Sub-17 de la Concacaf | México | Panamá         | 2013 |
| Campeonato Sub-20 de la Concacaf | México | Estados Unidos | 2015 |